# Lorenzo Aguado
Lorenzo Aguado Herrera (* 19. September 2002 in Madrid) ist ein spanischer Fußballspieler, der bei Albacete Balompié unter Vertrag steht. Er wird meistens als rechter Außenverteidiger eingesetzt.

## Karriere
Lorenzo Aguado begann seine Laufbahn im Vereinsfußball mit sechs Jahren bei AD Illescas, einem Verein aus der gleichnamigen Gemeinde nahe Madrid. Im Jahr 2010 wechselte der damals Siebenjährige in die Jugend von Real Madrid, um zunächst in der U9-Mannschaft (Benjamín B) zu spielen. Fortan durchlief er sämtliche Jugendkategorien des Klubs und gelangte 2020/21 in die A-Jugend. 
Im Anschluss wechselte Aguado auf Leihbasis zum Madrider Vorortklub CDA Navalcarnero, der zu dieser Zeit in der Segunda Federación spielte. In jener Saison erreichte er mit seiner Mannschaft das Aufstiegs-Play-off, scheiterte hier jedoch im Halbfinale an AD Ceuta. Im Spieljahr 2022/23 stand er, ebenfalls auf Leihbasis, im Kader von RSC Internacional FC, einem Klub der in jener Spielzeit mit Real Madrid assoziiert war und im Anschluss zur neuen dritten Mannschaft der Königlichen werden sollte. Mit seinem Team erreichte er das Aufstiegs-Play-off der Tercera Federación, scheiterte dort jedoch im Endspiel an der B-Mannschaft des FC Getafe. Er selbst kam bei 27 Ligaspielen auf 10 Tore. Die Spielzeit 2023/24 bestritt Lorenzo Aguado mit Real Madrid Castilla in der Primera Federación und beendete die Saison mit 13 Einsätzen und einem Treffer auf dem zehnten Tabellenplatz.
Sein Debüt im A-Kader von Real Madrid feierte Lorenzo Aguado am 6. Januar 2025 in der dritten Runde der Copa del Rey gegen CD Minera. Wenig später, am 19. Januar, nahm er gegen UD Las Palmas auch erstmals an einem Meisterschaftsspiel für die Königlichen teil.